# Amsterdamer Zeit
Die Amsterdamer Zeit (AZ) oder Niederländische Zeit, niederländisch Amsterdamse Tijd (AT), wurde in den Niederlanden von 1909 bis 1940 verwendet.
Die tatsächlich exakte Zeit war seit 1. Mai 1909 GMT + 19 min 32.13 s (Greenwich Mean Time war seinerzeitige Weltzeit), das ist die mittlere Ortszeit des Meridian des Westertoren (52° 22′ 28″ N, 4° 53′ 2″ O) in Amsterdam.
Zum 1. Juli 1937 wurde die Zeitangabe auf UT + 20 min (Weltzeit war seit 1928 Universal Time) vereinfacht. Seitdem sprach man auch von Loenense Tijd oder Gorinchemse Tijd, weil 5° Ost genau den Orten Loenen aan de Vecht und Gorinchem entspricht.
Als die Niederlande im Zweiten Weltkrieg von Deutschland besetzt wurden, wurde am 16. Mai 1940 die „Berliner Zeit“ (gemeint ist: Mitteleuropäische Zeit, MEZ) übernommen, die bis heute beibehalten wurde.
Die Amsterdamer Zeit propagierte ab 1916 eine Sommerzeit, die Amsterdamse Zomertijd (AZT) ‚Amsterdamer Sommerzeit‘. Sie wurde nach Veröffentlichung im Staatsblad geregelt, ab 1918 maximal zwischen 31. März und 1. Oktober, nach 1922 maximal zwischen 18. März und 9. Oktober. Die Zeitumstellung erfolgte von 02:00 Uhr auf 03:00 Uhr und umgekehrt.
Siehe Liste der Sommerzeiten: Niederlande zu den genauen Zeiten